# Трембита (автомобильное ралли)
Ралли «Трембита» — традиционное соревнование по автомобильному ралли, которое проводится в Ивано-Франковской области Украины с 2006 года по настоящее время с перерывами. С 2006 по 2021 годы ралли «Трембита» восемь раз входило в календарь Чемпионата Украины по ралли. Организаторами ралли «Трембита» являются Автомобильная Федерация Украины и Прикарпатский Автомобильный клуб.

## История
Гравийные дороги, которыми изобилуют Ивано-Франковская и Черновицкая области Украины, как нельзя лучше подходят для классического ралли, поскольку являются всепогодными (т.е. не меняют свой характер в зависимости от дождя, снега и т. д.). Кроме того, скоростные характеристики дорог в Прикарпатье требуют от спортсменов максимальной концентрации, что также позитивно сказывается на росте мастерства гонщиков. Совокупность этих факторов привела к тому, что еще в 80-е годы XX века в данном регионе проходили ралли «Косов», «Калуш» и «Карпаты», в разные годы имевшие статус этапов чемпионатов УССР и СССР. Данная традиция получила продолжение и после того, как Украина стала независимым государством. 

### 2006-2007
В конце 2005 года по инициативе тогдашнего председателя комитета ралли FAU Андрея Александрова акценты в географии украинских раллийных соревнований стали смещаться в сторону Западной Украины. Так, в календаре чемпионата Украины по ралли 2006 года появилось сразу три прикарпатских ралли: «Трембита», «Буковина» и «Золотая Осень Карпат». Штаб ралли «Трембита» располагался в Ивано-Франковске, а специальные участки проходили по территории Ивано-Франковского, Калушского и Косовского районов области. 
Гонка 2006 года получила хорошие отзывы и была повторно включена в календарь чемпионата Украины в 2007 году. Однако на этот раз соревнование запомнилось, в основном, целым рядом достаточно серьезных аварий, в которых чудом никто не пострадал. Эти инциденты, а также ряд организационных сбоев и неувязок, вызвали негативную реакцию гоночной общественности и прессы. После гибели же Андрея Александрова на болгарском ралли «Сливен» 2 сентября 2007 года вектор развития украинского ралли сместился в сторону Восточной и Центральной Украины – и место «Трембиты» заняло ралли «Мариуполь». 

### 2013
В 2013 году по инициативе Валерия Горбаня, возглавившего комитет ралли годом ранее, ралли «Трембита» было возвращено в календарь Чемпионата Украины по ралли, параллельно, впервые в своей истории, получив международный статус. На этот раз штаб ралли был расположен в Коломые, а спецучастки прошли по территории Коломыйского района. Также, в отличие от предыдущих лет, изменился и формат гонки – вся соревновательная часть прошла в течение одного дня. 
Поскольку ралли «Трембита» было финальным этапом чемпионата Украины 2013 года, все внимание было приковано к борьбе за титул абсолютного чемпиона, претендентами на который были Валерий Горбань и Александр Салюк-младший. К огорчению болельщиков, напряженной борьбы не получилось: Салюк попал в аварию на первом же спецучастке и выбыл из гонки, а Горбань успешно финишировал и второй раз в карьере стал абсолютным чемпионом Украины по ралли. Одновременно штурман Горбаня, Владимир Корся, стал самым молодым абсолютным чемпионом Украины по ралли среди вторых пилотов в истории этого турнира. 
В 2014 году с началом российско-украинской войны ралли «Трембита», как и многие другие украинские соревнования, перестало проводиться и вернулось в календарь чемпионата Украины только в 2017 году.

### 2017-2021
В обновленном варианте штаб ралли «Трембита» расположился в Снятыне, тогда как специальные участки во многом повторяли конфигурацию 2013 года. Вместе с тем, благодаря некоторым изменениям, трасса приобрела еще более скоростной характер – так, средняя скорость тройки призеров ралли «Трембита» 2017 года превышала 130 км/ч при соревновательной дистанции в 113,6 км. Впоследствии маршрут ралли был скорректирован, и средняя скорость упала до 112-118 км/ч в разные годы. 
В 2017 и 2018 годах ралли «Трембита» вновь было финальным этапом в календаре чемпионата Украины – соответственно, именно по итогам этой гонки титулы абсолютных чемпионов завоевали Руслан Топор (2017) и Борис Ганджа (2018). При этом, на финише ралли «Трембита» 2018 года разрыв между победителем (Борис Ганджа) и вторым призером (Александр Козлов) составил всего 7,5 секунды, благодаря чему оба пилота были отмечены специальным Трофеем имени Юрия Кочмара. 
В 2021 году штаб ралли «Трембита» вновь вернулся в Коломыю, а к дистанции соревнования был добавлен еще один спецучасток, для привлечения болельщиков проложенный непосредственно в городе. Кроме того, освещение борьбы на трассе происходило с помощью прямой телетрансляции, организованной Первым автомобильным телеканалом. 
В 2022 году из-за вторжения России на Украину все автомобильные соревнования были временно приостановлены и ралли «Трембита» не проводилось.

### Горные гонки
С 2011 по 2021 год (с перерывами) под названиями «Трембита Горная» и «Трембита Буковель» проводились этапы чемпионата Украины по горным гонкам. Трассы 
этих соревнований традиционно имели асфальтовое покрытие и проходили по дорогам общего пользования в окрестностях сел Кривополье, Буковец и горнолыжного курорта Буковель.

## Победители
| Год  | Пилот                   | Штурман            | Автомобиль                  |
| ---- | ----------------------- | ------------------ | --------------------------- |
| 2006 | Владимир Петренко       | Глеб Загорий       | Mitsubishi Lancer Evolution |
| 2007 | Александр Салюк-младший | Адриан Афтаназив   | Mitsubishi Lancer Evolution |
| 2013 | Валерий Горбань         | Владимир Корся     | Mini JCW RRC                |
| 2017 | Руслан Топор            | Владимир Щербаков  | Mitsubishi Lancer Evolution |
| 2018 | Борис Ганджа            | Евгений Сокур      | Mitsubishi Lancer Evolution |
| 2019 | Руслан Топор            | Дмитрий Безруков   | Mitsubishi Lancer Evolution |
| 2020 | Александр Салюк-младший | Владимир Равинский | Mitsubishi Lancer Evolution |
| 2021 | Александр Салюк-младший | Владимир Равинский | Mitsubishi Lancer Evolution |

## Интересные факты
Все без исключения пилоты-победители ралли «Трембита» обладают титулом абсолютного чемпиона Украины по ралли. При этом, за исключением 2006 и 2019, пилот, который выигрывал ралли «Трембита», становился чемпионом в том же году.